# Atherion elymus
Atherion elymus е вид лъчеперка от семейство Atherinidae. Видът не е застрашен от изчезване.

## Разпространение
Разпространен е в Австралия, Вануату, Гуам, Индонезия, Микронезия, Нова Каледония, Палау, Папуа Нова Гвинея, Провинции в КНР, Самоа, Северни Мариански острови, Соломонови острови, Тайван, Фиджи, Филипини и Япония.